# Gitee
Gitee ist eine chinesische öffentliche Softwareentwicklungsplattform zur Versionsverwaltung für Software-Entwicklungsprojekte. Namensgebend war das Versionsverwaltungssystem Git. Der Besitzer des Dienstes, Shenzhen AOSI Network Information Co., Ltd. hat seinen Sitz in Shenzhen in China.

## Eigenschaften
Gitee wird als chinesische Alternative zu GitHub betrieben. Die Plattform ist Teil der chinesischen Free/Libre Open Source Software-Gemeinde oschina.
Aufgrund der Analogie zu insbesondere GitHub, die auf dem Funktionsumfang des Versionierungs-Programms git sowie einiger zusätzlicher Prozesse beruht, sind die technischen Eigenschaften von gitee und GitHub vergleichbar.

## Politische Implikation
Die beiden Code-Repositories befinden sich in unterschiedlichen Gesellschaftssystemen, allerdings lässt sich bei Open-Source-Projekten, die sowohl auf GitHub als auch auf gitee gehostet werden, anhand der Prüfsummen sehr leicht feststellen, ob die Quellcodes der beiden Projekte identisch sind. Ein möglicher Vorwurf, dass ein Software-Paket bei einem der Repositories, z. B. politisch motiviert, manipuliert worden sei, ist daher sofort verifizierbar oder falsifizierbar. Im Fall einer Differenz lässt sich zudem sofort quantifizieren, was geändert wurde und durch wen die Änderung erfolgte.
Zudem ist es möglich, einen Watchdog-Dienst zu erstellen, der automatisch anzeigt, wenn sich auch nur kleinste Differenzen zwischen den Repositories ergeben.
Nach eigenen Angaben sind auf gitee 5 Millionen Benutzer sowie 100.000 Unternehmen registriert. Ferner wird angegeben, dass 10 Mio. Software-Repositories gehostet werden.